# Felix Marie de Bethune
Felix Marie Ghislain de Bethune (Brugge, 20 augustus 1855 – Sint-Lambrechts-Woluwe, 6 augustus 1922) was een Belgisch protestants voorman van de christelijk sociale leer.

## Levensloop
De Bethune was de vierde in het gezin van negen kinderen van de architect en kunsthistoricus Jean Bethune (1821-1894) en Emilie van Outryve d'Ydewalle.
Rond 1873 trad hij onder de kloosternaam Dom Ghislain in bij de benedictijnen van Maredsous, een abdij die sinds 1872 in opbouw was en waarvoor zijn vader het ontwerp had getekend. Hij stond zijn vader bij in de uitvoering en bracht zelfs wijzigingen aan het ontwerp aan. Hij werd er rond 1878 tot priester gewijd, maar rond 1890 trad hij uit en in 1893 trouwde hij in San Remo met Madeleine-Hélène (Madge) Wienholt (Lewisham, Kent, 20 juli 1859 - Brussel, 1949). Hij ging met haar in Parijs wonen, later in Brussel. 
Door zijn uittreden brak hij met de orthodox katholieke familie de Bethune, wat wordt aangeduid door het feit dat hij niet meer werd vermeld op doodsberichten van familieleden, ook niet op die van zijn vader.
Tijdens de Eerste Wereldoorlog werd hij als gijzelaar gearresteerd maar kon ontsnappen en vluchtte naar Engeland. Zijn woning werd bezet door Duitse officieren. Zij, en na hen het Brussels gepeupel, richtten veel schade aan. Teruggekeerd in Brussel, overleed Felix toen hij op zijn fiets werd omvergereden.
Het echtpaar had een aangenomen zoon, van Schotse oorsprong, Herbert de Bethune (1897-1981), die een militaire opleiding volgde aan de academie van Sandhurst. Hij trouwde in 1927 met Marjorie Mainwaring en ze kregen twee zonen: Ghislain (1928) en David (1932). Beide hebben geen afstammelingen.

## Protestant
De Bethune trad toe tot de protestantse kerk en werd actief in de Franse stroming van het protestantse 'christianisme social'. Deze kleine stroming groepeerde enkele belangrijke personaliteiten, onder wie de economie-professor Charles Gide en de professoren Paul Passy en Elie Gounelle. De Bethune werkte mee aan het tijdschrift Revue du Christianisme social. 
De beweging was onder meer voorvechter van de coöperatieve beweging, die ze beschouwde als een middenweg tussen kapitalisme en marxisme en van het pacifisme, dat weldra door de Eerste Wereldoorlog zou worden weggeveegd. Een ander aandachtspunt, en daar was De Bethune een van de actieve voorstanders van, was het aanbevelen van een sobere levenswandel en het bannen van luxe. De beweging evolueerde ook naar een politiek engagement, met de door Paul Passy gestichte Union des socialistes chrétiens, die echter niet gunstig werd onthaald binnen de Franse socialistische, hoofdzakelijk agnostische, partij.
De Bethune trad ook toe tot de vrijmetselarij, waarschijnlijk in een Parijse loge.

## Publicaties
- Le luxe, avec une préface de M. Charles Gide, professeur d'économie sociale à la Faculté de droit de l'Université de Paris. Avec des lettres de MM. Élie Gounelle, directeur de la Revue du Christianisme social et Paul Passy, professeur à l'École pratique des hautes études.